# RWD-17
RWD-17 byl polský akrobatický cvičný letoun z roku 1937. Jednomotorový hornoplošník byl zkonstruován týmem RWD a byl vyráběn továrnou DWL (Doświadczalne Warsztaty Lotnicze).

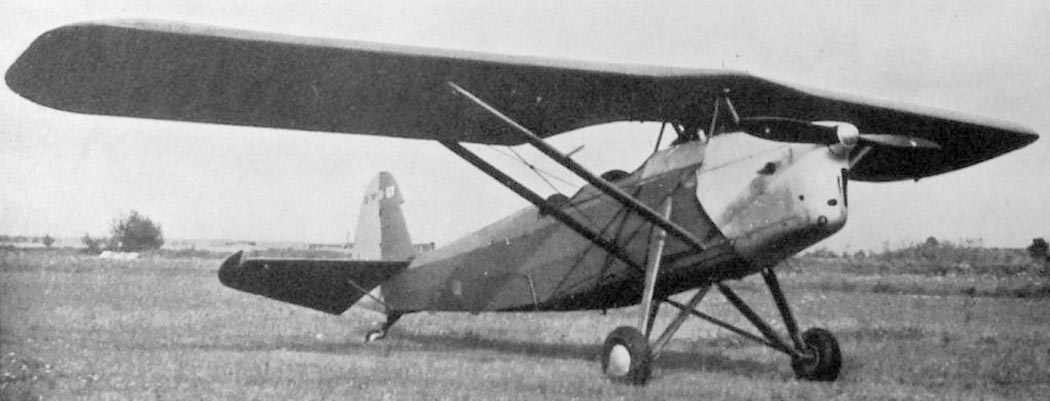
RWD-17 a Walter Major 4 (1938)

## Vznik a vývoj
Na konci roku 1936 zahájila firma Doswiadczalne Warszaty Lotnicze (DWL) ve Varšavě práce na projektu dvoumístného jednomotorového školního letadla pod typovým označením RWD-17. V roce 1937 inženýr Jerzy Drzewiecki z konstrukčního týmu RWD předložil koncepci školního tréninkového letadla, které bylo možné použít i pro akrobacii. Podle mínění konstruktérů letadla byl tento letoun přechodným typem z RWD-8 a RWD-10 na vyšší stupeň výcviku. Konstrukce RWD-17 velmi silně připomínala konstrukci cvičného letadla RWD-8 pro základní výcvik. Hlavním projektantem byl inženýr Bronislaw Žurakowski z kanceláře RWD. Letadlo bylo vzhledově velmi podobné RWD-8, ale téměř všechny části byly nově navrženy. Hlavní vizuální rozdíl byl ve dvojitých vzpěrách podpírajících křídla, namísto V-vzpěr, ve zkráceném trupu (o 30 cm) a v použití dvoudílného křídla místo trojdílného (tzn. bez středové sekce). První prototyp letadla (s imatrikulačním označením SP-BMX) vzlétl 14. srpna 1937. Tento letoun dostal vlastní jméno Tarnopol. Po úspěšných, státních zkouškách objednala polovojenská organizace L.O.P.P. (Liga Obrony Powietrznej i Przeciwgazowej, Liga obrany protiletadlové a protiplynové) 10 letadel a později následovaly další letouny.
Počátkem roku 1938 byla navržena námořní varianta RWD-17W, na níž byl použit výkonnějším hvězdicový motor Bramo Sh 14a o výkonu 160 koní (120 kW). Prototyp byl zalétán s pozemním podvozkem v červnu 1938, poté byl v říjnu 1938 testován jako plovákový letoun na plovácích EDO. Pro polskou námořní leteckou squadronu (Morski Dywizjon Lotniczy) umístěnou v Pucku u Gdaňského zálivu bylo objednáno 5 letounů RWD-17W s dodacím termínem do konce července 1939. RWD-17W však měl nedostačující systém chlazení motoru, který vedl k jeho přehřívání (nadměrná teplota oleje). Je také pravděpodobné, že motory Bramo Sh-14a měly skutečný výkon nižší než výkon uváděný výrobcem.
Začátkem roku 1939 byla podle konceptu Stanisława Rogalského vyvinuta Bronisławem Żurakowskim verze RWD-17bis s upraveným, novým křídlem. Křídlo mělo o 1 metr větší rozpětí než původní RWD-17, mělo tenčí profil a bylo zúženo (nosná plocha byla zachována na hodnotě 18,7 m2). Tím byly vylepšeny jeho letové vlastnosti pro akrobacii. Letoun používal imatrikulaci SP-BOO, která mu byla přidělena 1.4.1939. Kvůli nedořešeným konstrukčním problémům přes objednanou dodávku konkurenčních PWS-35 Ogar vedení polského letectva přednostně uvažovalo o využití tohoto modifikovaného letounu jako o nástupci cvičného letounu PWS-26. Bylo plánováno v roce 1940 postavit 120 letadel s tím, že první dodávka 50 letounů měla být uskutečněna počátkem roku 1940. Tyto plány však nebyly kvůli vypuknutí války uskutečněny.

## Popis letounu
Letoun byl smíšené konstrukce ze dřeva a kovu. Jednalo se o jednomotorový hornokřídlý jednoplošník s konvenčním, tandemovým uspořádáním nekrytých kokpitů se zdvojeným řízením. Trup byl svařen z trubek z chrom-molybdenové oceli, pokryt překližkou a plátnem. Lehce šípovité, rovnoběžníkové dvoudílné křídlo dřevěné konstrukce bylo vpředu potaženo překližkou a plátnem. Křídlo bylo nad trupem podepřeno centrální pyramidou (typ parasol) a dvojitými, šikmými vzpěrami od spodní části trupu. Konvenční pevný podvozek se zadním kolem.
Kryt motoru byl z hliníkového plechu. Pohonnou jednotku s motorem tvořila dvoulistá dřevěná vrtule Szomański. Objem palivové nádrže 111 litrů stačil na čtyři hodiny letu u RWD-17 nebo na tři hodiny letu RWD-17W. Spotřeba paliva činila 28 l/h (RWD-17) nebo 35 l/h (RWD-17W). RWD-17 byl poháněn motorem Walter Major 4 (popř. licenčním PZInż. Major 4) nebo De Havilland "Gipsy Major". Plováková varianta RWD-17W byla poháněna sedmiválcovým hvězdicovým motorem Bramo Sh 14a o vzletovém výkonu 160 k (118 kW).

## Použití

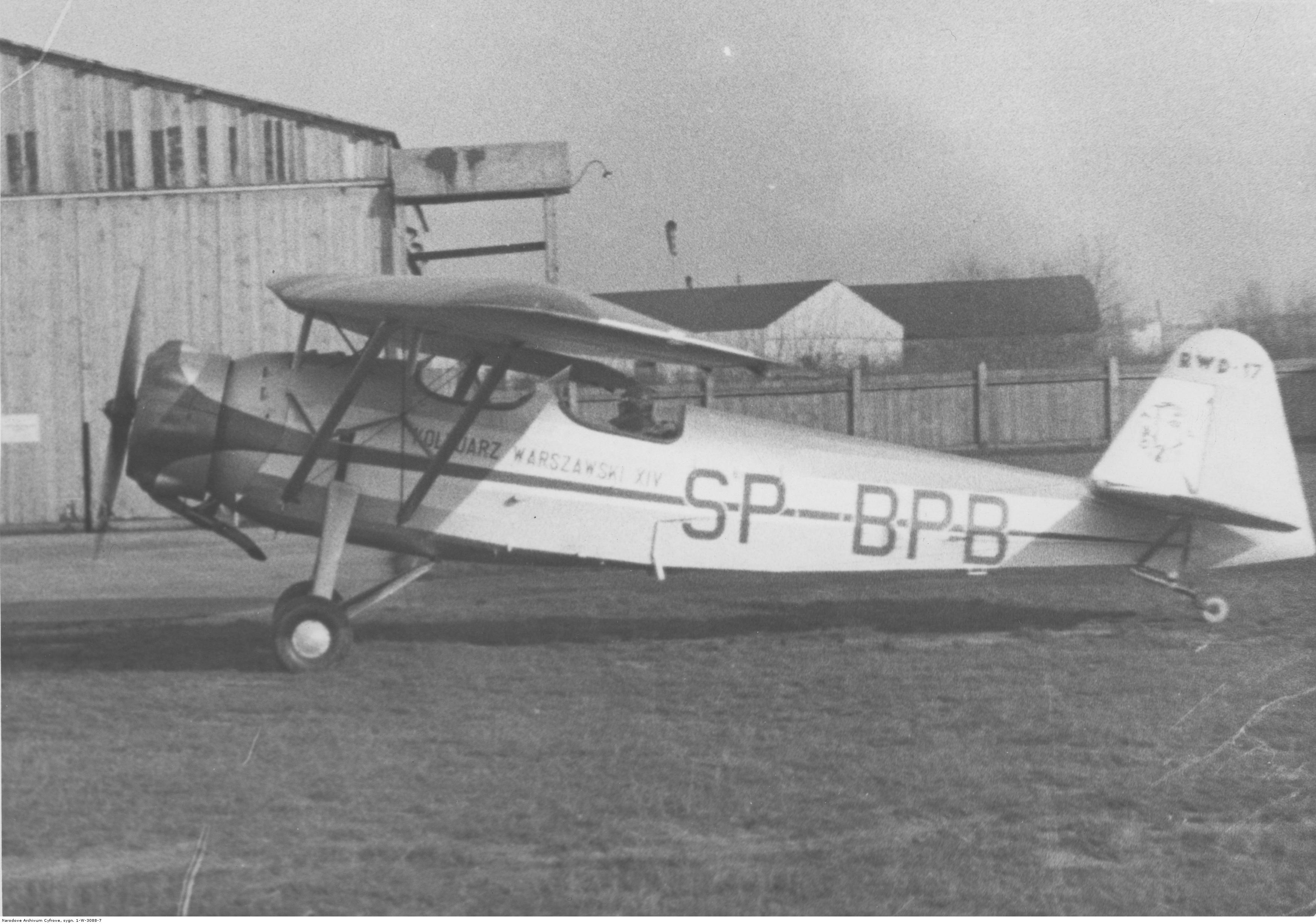
RWD-17W (SP-BPB) na kolovém podvozku

Celkem v polském civilním registru bylo zaneseno 26 sériových RWD-17 všech verzí, některé z nich byly v roce 1939 prodány/evakuovány do Rumunska. Bylo to 5 letounů RWD-17 (SP-BMX/YR-AMH, SP-BOJ/YR-CAE, SP-BOU/YR-BOU, SP-BOZ/YR-CAG a SP-BOX/YR-CAF) a 2 letouny RWD-17B (SP-BOY/YR-AME, SP-BOW). Rumunsko přímo nakoupilo 3 letouny verze RWD-17W (YR-AMI, YR-BRR, YR-CBA). Dva z polských letounů měly být po vypuknutí války evakuovány do Lotyška. Letadla RWD-17 byla v polském civilním letectví používána především v aeroklubech a leteckých školách jako školní a akrobatická letadla. Po vypuknutí války alespoň jeden RWD-17 byl použit polským letectvem (jako spojovací letoun v 56. pozorovací letce), ale havaroval 12. září 1939.
Prototyp RWD-17W (SP-BPB, Kolejarz Warszawki XIV) byl zalétán 15. července 1938 na varšavském letišti Okecie a potom létal v Gdaňském aeroklubu. Tento letoun byl evakuován na Helskou kosu. Maskován v lese přežil obléhání "poloostrova" Hel a před polskou kapitulací 30. září 1939 bylo rozhodnuto o jeho evakuaci do Švédska. Kvůli selhání motoru však letoun havaroval asi 15 km od pobřeží a zřítil se do Baltského moře. Posádka havárii přežila, letadlo se však potopilo. Toto byl poslední let polského letadla ve službách polského letectva během války v roce 1939.
Z pěti sériových RWD-17W byly dva vyzvednuty polským námořnictvem těsně před vypuknutím války. Nebyly však zařazeny do námořní letky. Byly použity jako spojovací letadla na kolovém podvozku. Letoun s výrobním číslem 315 padl do rukou Němcům. Jeho trup spolu s motorem nalezla v roce 1945 sovětská vojska na letišti v Poznani a po skončení války byl vystaven v Národním technickém muzeu (Narodowe Muzeum Techniki) ve Varšavě. Tři zbývající letouny RWD-17W (výr. č. 311, 312 a 314) z vyrobených 5 sériových strojů byly prodány/evakuovány do Rumunska (YR-AMI, YR-BRR, YR-CBA). V Rumunsku bylo v civilním rejstříku zapsáno celkem 9 letounů RWD-17 a 17W. Byly používány v rumunském letectvu až do konce čtyřicátých let 20. století, po válce byly letouny předány do aeroklubů. Žádný RWD-17 se ale do současnosti nedochoval.
Z tří vyrobených RWD-17bis (RWD-17B) létaly dva v DWL (Doswiadczalne Warszaty Lotnicze), o třetím - de facto prvním vyrobeném SP-BOO - užití není známo.

## Varianty
- RWD-17 - Původní provedení s motory Walter Major 4 (licenční PZInż. Major 4) nebo de Havilland Gipsy Major se shodným výkonem
- RWD-17W - Plovákový letoun s hvězdicovým motorem Siemens Bramo Sh 14a - vyrobeno 6 letounů, 5 pro polské letectvo a prototyp pro Gdaňský aeroklub (SP-BPB), a 3 letouny pro Rumunsko (YR-AMI, YR-BRR, YR-CBA)
- RWD-17bis (RWD-17B) - Upravená verze s motorem Cirrus Major o jmenovitém výkonu 138 k/102 kW a vzletovém 160 k/118 kW - vyrobeny 3 letouny (SP-BOO, SP-BOW, SP-BOY)

## Uživatelé
- Polsko
  - Polské letectvo a L.O.P.P.

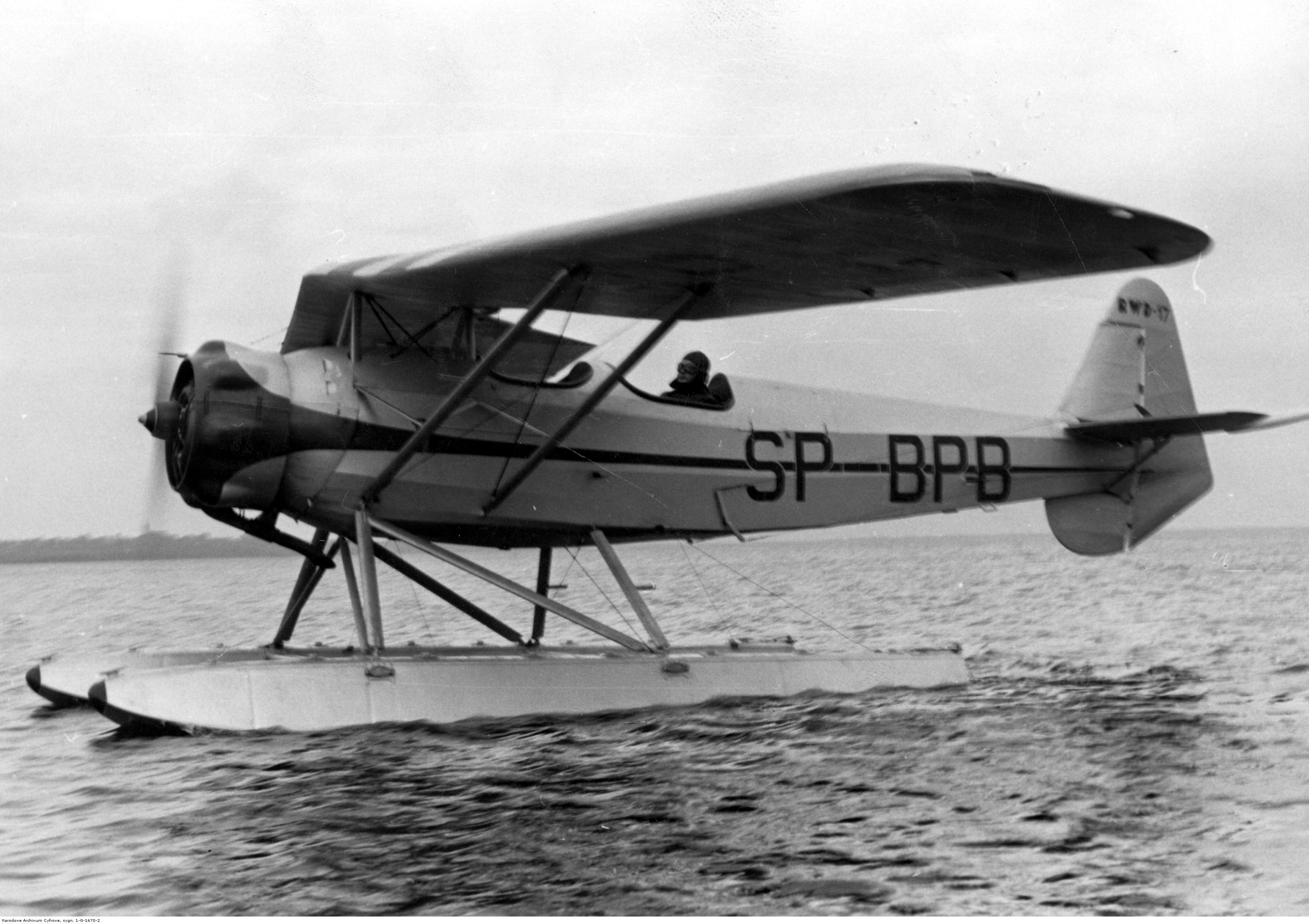
RWD-17W (SP-BPB) s plováky

  - Aerokluby (Aeroklub Warszawski, Aeroklub Lwowski, Aeroklub Gdański, Szkoła Pilotów w Gdańsku, Szkoła Pilotów w Bielsku-Białej)
  - Doswiadczalne Warszaty Lotnicze (DWL)
- Rumunské království
  - Rumunské královské letectvo

## Specifikace
Údaje pro verzi RWD-17 s motorem Walter Major 4 dle

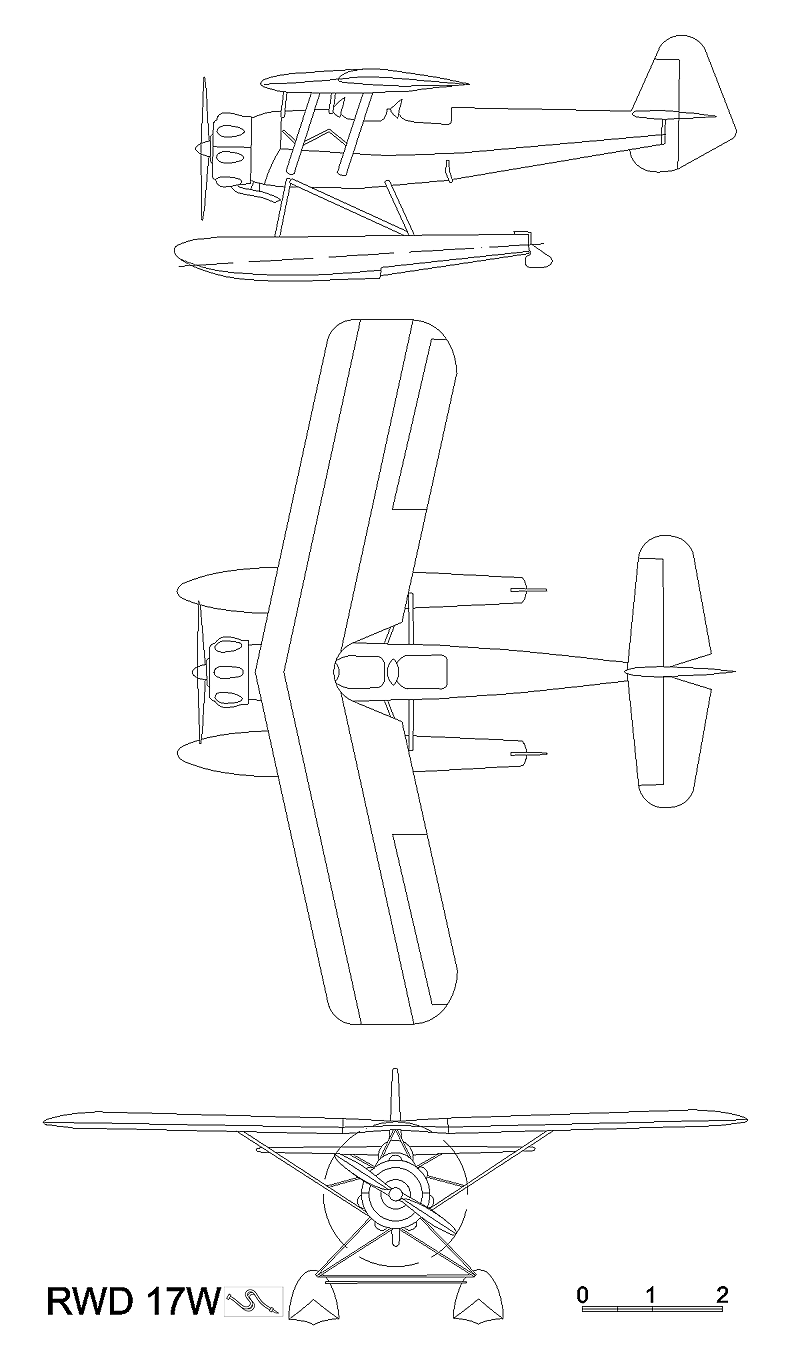
RWD-17W, trojrozměrná skica

### Technické údaje
- Osádka: 2 (pilot a žák)
- Délka: 7,70 m
- Rozpětí: 10,00 m
- Výška: 2,45 m
- Nosná plocha: 18,70 m2
- Prázdná hmotnost: 520 kg
- Vzletová hmotnost: 760 kg
- Pohonná jednotka: 1 × vzduchem chlazený invertní, čtyřválcový řadový motor Walter Major 4
- Výkon pohonné jednotky:
  - Nominální, jmenovitý výkon: 120 k (88,3 kW) při 2100 ot/min
  - Maximální (vzletový) výkon: 130 k (95,6 kW) při 2350 ot/min
- Vrtule: pevná dvoulistá dřevěná Szomański

### Výkony
- Maximální rychlost: 195 km/h
- Cestovní rychlost: 165 km/h
- Dolet: 680 km
- Praktický dostup: 5 000 m
- Stoupavost: 4,5 m/s